# علي الخالدي
علي الخالدي (2 ديسمبر 1989 -) إعلامي عراقي.

## مشواره المهني
خريج معهد الفنون الجميلة وحاصل على شهادة بكالوريوس مسرح. بدأ العمل في الصحافة المكتوبة نهاية العام 2008 في الصحف الأسبوعية . عمل كمراسل للبرامج الرياضية من البصرة، ترك العمل في قناة العراقية بسبب قرار عدم الجمع بين وظيفتين حيث كان موظفًا في دائرة أخرى، انتقل للعمل في قناة البغدادية وعمل في البرامج الإخبارية والتقارير، قام بلقاء المسؤولين وطرح مشاكل الناس. بعدها عرض عليه فكرة برنامج الكاميرا الخفية (خل نبوكا) بموسمه الثاني بعد إغلاق مقر المحطة في بغداد وانتقالها للقاهرة لم يرغب بترك بلده، انتقل إلى محطة mcp ثم قناة دجلة الفضائية، وفي عام 2018 انضم لقناة الشرقية الفضائية. في أبريل 2019 عين مديرًا لمكتب قناة الشرقية في بغداد.

## البرامج التي قدمها
| البرنامج            | القناة             | العام     |
| ------------------- | ------------------ | --------- |
| خلن بوكا            | قناة البغدادية     | 2010-2011 |
| بلبلة 2             | ام سي بي موسيقى    | 2011-2012 |
| هندس                | قناة البغدادية     | 2015      |
| بي شو               | قناة البغدادية     | 2016      |
| ليلة رأس السنة 2018 | قناة دجلة الفضائية | 2017      |
| كلام الناس          | قناة الشرقية       | 2018-2019 |
| الجيش الأبيض        | قناة الشرقية       | 2020      |
| رحلة العمر          | قناة الشرقية       | 2024      |

## في التمثيل
| اسم العمل  | نوعه   | العام |
| ---------- | ------ | ----- |
| مساج الخير | مسرحية | 2017  |
| جكجكة      | مسرحية | 2014  |

## جوائز
| البلد  | العام  | الجائزة                                                                                  |
| ------ | ------ | ---------------------------------------------------------------------------------------- |
| الكويت | (2018) | أفضل برنامج إنساني عن برنامجه «كلام الناس» على قناة الشرقية في مهرجان المميزون في رمضان. |
| العراق | (2018) | أفضل مقدم برامج عن برنامج كلام الناس من موازين نيوز.                                     |
| العراق | (2020) | أفضل برنامج الجيش الأبيض في مهرجان الهلال الذهبي                                         |
| العراق | (2020) | جائزة الإبداع عن برنامج كلام الناس في مهرجان عيون للإبداع بدورته الثانية عشرة            |